# ちょっと気分をかえて
『ちょっと気分をかえて』（ちょっときぶんをかえて）は、1977年8月21日に発売された小林啓子の3枚目のアルバム。

## 解説
小林の当時の夫だった高橋信之のプロデュースにより、義弟の高橋幸宏やその関連ミュージシャンが参加して制作されたアルバム。シングル「レイルウェイ・ララバイ〜一枚の切符から〜」、「気分を出してもう一度 WE CAN DANCE」、1970年に発表した「比叡おろし」の再録音などを含んでいる。

### アートワーク
ジャケットには芹沢稔の撮影による小林・高橋両人の写真が用いられている。二人が着用している衣装は高橋信之の実姉が経営していたブティック「BUZZ SHOP」の製品である。

## 収録曲
アナログレコードでは#1から#5までがA面に、#6から#10までがB面に収録されている。
曲名と時間表記は初出アナログレコードに基づく。
1. 気分を出してもう一度 – (3:53)
作詞：安井かずみ、作曲：加藤和彦、編曲：高橋信之
この楽曲はアルバムからのリカットシングルとして、#2とのカップリングで発売された[1]。
2. ちょうどそんな風の中 – (3:57)
作詞/作曲/編曲：高橋幸宏
3. ショートカット – (3:25)
作詞：高橋幸宏、作編曲：高橋信之
4. その人は誰…… – (3:55)
作詞：鳥居幹雄、作曲：加藤和彦、編曲：高橋信之
5. 木蓮 – (2:16)
作詞：竜真知子、作編曲：高橋信之
6. このかるい感じが好きなんです – (4:37)
作詞：高橋幸宏、作編曲：今井裕
この曲は作編曲を手掛けた今井が、後に自身のソロ・アルバムで来生えつこ作詞による「この軽い感じが…」として取り上げている[2]。
7. さよなら列車 – (3:29)
作詞：高橋幸宏、作編曲：高橋信之
BUZZの楽曲のカバー[3]。
8. ふしぎな日 – (3:14)
作詞：松山猛、作曲：加藤和彦、編曲：高橋信之
9. 比叡おろし – (4:42)
作詞/作曲：松岡正剛、編曲：高橋信之
1970年にシングル発売された楽曲の再録音[4]。
10. レイルウェイ・ララバイ〜一枚のキップから〜 – (3:33)
作詞：山川啓介、作編曲：高橋信之
この楽曲はアルバムの先行シングルとして#8とのカップリングで発売され[5]、1977年の国鉄キャンペーン「一枚のキップから」にも使用された。

## クレジット
- A&R プロデューサー - 高橋信之
- ディレクター - 安藤賢次
- レコーディング・エンジニア - 千葉精一
- カバー・コンセプト、フォトグラフ - 芹沢稔
- カバー・デザイン - 宇根秀訓
- コスチューム - BUZZ SHOP

### ミュージシャン
- ヴォーカル、コーラス - 小林啓子
- キーボード、コーラス - 今井裕
- アコースティック・ギター - 吉川忠英、笛吹利明
- エレクトリック・ギター - 松木恒秀
- ベース - 後藤次利
- ドラムス、コーラス - 高橋幸宏
- パーカッション - 斎藤ノブ
- コーラス - BUZZ、RAJIE、高橋信之

## 発売履歴
| 形態 | 発売日         | レーベル       | 品番      | アートワーク | 解説     | リマスタリング           | 初出/再発 | 備考                                               |
| ---- | -------------- | -------------- | --------- | ------------ | -------- | ------------------------ | --------- | -------------------------------------------------- |
| LP   | 1977年08月21日 | キングレコード | SKA-1012  | 芹沢稔       | なし     | なし                     | 初出      |                                                    |
| CD   | 2008年09月26日 | THINK! RECORDS | THCD-085  | 芹沢稔       | 水上徹   | 24ビット・リマスタリング | 初出      |                                                    |
| CD   | 2016年10月26日 | キングレコード | KICS-3434 | 芹沢稔       | 金澤寿和 |                          | 再発      | 『Light Mellow』シリーズ・リイシュー・コレクション |